# Kama (rijeka)
Kama (rus. Ка́ма; tatarski: Çulman) je rijeka u Rusiji. Najdulja je lijeva pritoka rijeke Volge i najveća po dotoku, u stvari je veća od Volge prije spajanja. Ona je šesta rijeka po dužini u Europi te istovremeno pritoka najdužoj rijeci, Volgi. Na udmurtskom njeno ime znači "rijeka".

## Smjer toka
Izvire kod sela Kulige u Udmurtiji, Gornjokamska uzvisina i teče 200 km prema sjevero-zapadu, kod sela Lojno skreće prema sjeveroistoku sljedećih 200 km, prije nego što kod Čerdjinja skreće prema jugu i zapadu u Permski kraj.
Zatim opet teče kroz Udmurtsku i potom kroz Tatarstan, gdje se kod Čistopolja ulijeva u Volgu.
Nalazi se zapadno od gorja Urala i često je korištena kao trgovačka prometnica.

## Pritoke
Veći pritoci su joj Južna Keljtma (Южная Кельтма), Višera (Вишера) s Kolvom (с Колвой), Čusovaja sa Silvom (rus. Чусовая с Сылвой), Belaja s Ufom (rus. Белая с Уфой) Ik (Ик) i Zai (Зай). Desne pritoke su Kosa, Obva i Vjatka (Коса, Обва, Вятка). 
Sve Kamine desne pritoke (Kosa, Urolka, Kondas, Injva, Obva/(Коса, Уролка, Кондас, Иньва, Обва) i dio lijevih pritoka (Vesljana, Lunja, Leman, Južnaja Keljtma/Весляна, Лунья, Леман, Южная Кельтма) su nizinske rijeke koje teku sa sjevera. 
Gornje, hladnije i brže, rijeke izviru na Uralu i utječu u Kamu s lijeve strane (Višera, Jaiva, Kosva, Čusovaja i njihove pritoke/Вишера, Яйва, Косьва, Чусовая). Manja pritoka je i rijeka Muljanka.

## Vodeni sustav
Podrijetlo vode je uglavnom od snježnih padalina te kiša i podzemnih voda. Tijekom proljeća od ožujka do lipnja, kada je najviša razina, proteče 60% godišnjeg istjeka. Doseg fluktuacije u razini iznosi do 8 m na gornjem toku i 7 m na donjem. Prosječni godišnji istjek je 3.800 m³/s, a maksimalni do 27.500 m³/s.
Prosječni godišnji istijek prikazuje tablica:
| mjesto                      | udaljenostt od ušća | veličina slijeva rijeke | prosječni godišnji istjek |
| --------------------------- | ------------------- | ----------------------- | ------------------------- |
| Kamska hidroelektrana       |                     |                         | 1630 m³/s                 |
| Votkinska hidroelektrana    |                     |                         | 1750 m³/s                 |
| Nižnjekamska hidroelektrana |                     |                         |                           |
| ušće                        | 0 km                | 507.000 km²             | 3800 m³/s                 |

## Gospodarstvo

### Energetika - Umjetna jezera na Kami
Na Kami su sagrađena umjetna jezera kao dio Volga-Kama kaskade, od kojih su - gledano nizvodno - najveće sljedeće:
- Kamsko umjetno jezero (1915 km², 12,2 mlrd. m³)
- Votkinsko umjetno jezero (1120 km², 9,4 mlrd. m³)
- Nižnjekamsko umjetno jezero (1084 km², 2,8 mlrd. m³)

## Plovnost
Kama je plovna do grada Kerčevskij (966 km), a kod visokih voda još 600 km. Plovnost za niskih voda se održava produbljivanjem. Glavne luke su: Perm, Naberežnije Čelni, Solikamsk, Sarupol, Berezniki, Levšino, Krasnokamsk, Čajkovskij, Kambarka, Čistopol

## Polemika
Činjenica da Volga utječe u Kaspijsko more, je odavno poznata. Stoljećima je Volga bila drevni simbol Rusije.
Prvo ozbiljno znanstveno praćenje ovih rijeka počelo je 1875.  godine. Tada, kao rezultat mjerenja po različitim parametrima geografima postalo jasno, da je na ušću od Kame pritjecaj 4.300 m3/sek vode, a od Volge samo 3.100 m3/sek.

## Galerija
- Rijeka Kama kod Perma.
- Križanje rijeka Čusovaje (pritoka) i Kama.
- Fotografija rijeke Kame i grada Perma.
- Ruski rešetkasti most Lavra Proskurjakova. Rana fotografija u boji, oko 1912.
- Rijeka Kama kod grada Sarapula.

## Vanjske poveznice
|  | Zajednički poslužitelj ima još gradiva o temi Kama (rijeka) |